# Love Me Harder
"Love Me Harder"는 아리아나 그란데와 위켄드의 노래이다. 빌보드 핫 100 7위를 했으며, 미국 음반 산업 협회(RIAA) 트리플 인증 플래티넘 등급을 받은 곡이다.